# All This Time (singolo Sting)
All This Time è un singolo del cantautore britannico Sting, pubblicato l'8 gennaio 1991 come primo estratto dal terzo album in studio The Soul Cages.
Trattandosi della traccia più orecchiabile dell'album, la canzone è stata un successo in classifica, specialmente negli Stati Uniti. dove ha raggiunto il quinto posto della Billboard Hot 100 e la prima posizione sia della Mainstream Rock Songs che della Alternative Songs.

## Testo
I testi forniscono un riferimento alla morte del padre di Sting. Ciò viene simboleggiato dall'immagine di un giovane ragazzo, Billy, che, alla morte del padre, preferisce seppellirlo in mare piuttosto che passare attraverso i riti cattolici:
(Sting, in un'intervista a Q - 2/'91)
Nonostante i testi oscuri, la melodia allegra della canzone distoglie dal macabro senso nascosto:
(Sting, in un'intervista all'Independent On Sunday - 11/'94)
Il personaggio immaginario, Billy, è inoltre protagonista nei testi della prima traccia dell'album, Island Of Souls.

## Storia
La canzone ha spesso aperto i concerti del tour di The Soul Cages. Successivamente, il pezzo non è più stato suonato per alcuni anni fino al tour dell'album Brand New Day, durante il quale ha recuperato il suo posto in scaletta.
La canzone ha prestato il suo nome all'album dal vivo ...All This Time registrato l'11 settembre 2001 presso la villa di Sting in Toscana.

## Video musicale
È stato realizzato un videoclip, diretto da Alex Proyas, che riprende in chiave ironica i temi trattati dall'album e raffigura il beffardo umorismo nero della canzone. Il video mostra Sting all'interno di un battello.
Compaiono l'attrice Melanie Griffith e la moglie di Sting Trudie Styler vestite come cameriere francesi.

## Tracce
MC
1. All This Time – 3:59
2. I Miss You Kate – 3:48

Vinile
1. All This Time
2. King of Pain (Live)

CD
1. All This Time – 4:02
2. I Miss You Kate – 3:44
3. King of Pain (Live) – 7:14

## Classifiche

### Classifiche settimanali
| Classifica (1991)                | Posizione massima |
| -------------------------------- | ----------------- |
| Australia                        | 26                |
| Austria                          | 23                |
| Belgio (Fiandre)                 | 22                |
| Canada                           | 1                 |
| Finlandia                        | 8                 |
| Francia                          | 21                |
| Germania                         | 23                |
| Irlanda                          | 15                |
| Italia                           | 4                 |
| Nuova Zelanda                    | 26                |
| Norvegia                         | 7                 |
| Paesi Bassi                      | 22                |
| Regno Unito                      | 22                |
| Stati Uniti                      | 5                 |
| Stati Uniti (mainstream rock)    | 1                 |
| Stati Uniti (adult contemporary) | 9                 |
| Stati Uniti (alternative)        | 1                 |
| Svizzera                         | 18                |

### Classifiche di fine anno
| Classifica (1991) | Posizione |
| ----------------- | --------- |
| Canada            | 9         |
| Italia            | 33        |
| Stati Uniti       | 92        |